# 海貓悲鳴時散 episode5 - End of the golden witch
《海貓悲鳴時散 episode5 - End of the golden witch》是日本同人社團07th Expansion所製作的同人遊戲《海貓悲鳴時》的第五部。遊戲於2009年夏季的Comic Market76發表。

## 概要
和前四作有所不同，本作的標題是《海貓悲鳴時散》，也就是《海貓悲鳴時》的「展開篇」。「展開篇」並不純粹只是提供「問題篇」的解答而已，它還是「問題篇」故事的延續。本作是「展開篇」的第一作，玩家以前四作（「問題篇」）中的謎團和相關證據為基础進一步進行推理，逐漸向真相靠攏。作品的主題由原先戰人的「反魔法對決」轉向「解謎對決」。由於遊戲在未到結局之前就已完結，所以島上大多數人的命運是未知的。

## 故事簡介
銜接EP4的結尾，戰人成功地用推理揭示了所有的殺人事件均為人類所為，在這場對局中慘敗的魔女貝阿朵麗切陷入失去自我的狀態。然而貝阿朵麗切留下的最後謎團仍未被解開。魔女拉姆達戴露塔和貝倫卡絲泰露在本作中取代了貝阿朵麗切成為主導。故事的集中點是關於戰人和貝阿朵麗切之間是否有存在關係的可能性。在本作中，故事的主要人物是金藏、夏妃和新角色古戶繪梨花（古戸ヱリカ、或譯：古戶艾莉卡）。

## 殺人事件
第1事件 「表親房間斬首殺人」
遇害者：朱志香、讓治、真里亞、樓座、源次、藏臼（第一晩・六人活祭）
10月5日早晨，在賓館二樓就寢的朱志香、讓治、真里亞和樓座4人被發現橫屍在房内，死因是頭部被利器切斷。還有傭人室的源次也被人用同樣的方法殺害。另外藏臼從早晨起就行縱不明。發現屍體的眾人最初先離開了現場，可是當夏妃和其他活下來的人一同返回現場再確認時，所有的屍體都不翼而飛了。而當時的現場是一間密室。沒有不在場証明的人包括夏妃、行縱不明的藏臼和一直在書房内的金藏。可是金藏早已在一年多前死亡的事實在上層世界中已被紅字真實（赤き真実）證實，還有藏臼被害一事也已被紅字證實。
第2事件 「住宅客廳」
遇害者：秀吉（第二晩）

## 提示
偵探權限
奇跡之魔女貝倫卡絲泰露賦予古戶繪梨花特殊的偵探權限。棋盤上的人物中無人能阻止偵探的現場驗證。偵探也不會錯認可能驗證的情報。
Eiserne Jungfrau
天界大法院所轄的異端審問機關。
諾克斯十誡（Knox's Ten Commandments）
19年前之男
在本故事中打電話要脅夏妃的神秘男子。
GAME MASTER
掌握著遊戲盤的真相。以前貝阿朵麗切曾擁有此權限，貝阿朵麗切退出後此位由拉姆達戴露塔繼任。

## 出版書籍
漫畫
- 作畫：秋タカ、全6卷。

| 集數 | 史克威爾艾尼克斯 | 史克威爾艾尼克斯       |
| 集數 | 發售日期         | ISBN                   |
| ---- | ---------------- | ---------------------- |
| 1    | 2011年4月22日    | ISBN 978-4-7575-3207-6 |
| 2    | 2011年12月22日   | ISBN 978-4-7575-3452-0 |
| 3    | 2012年4月21日    | ISBN 978-4-7575-3556-5 |
| 4    | 2012年8月22日    | ISBN 978-4-7575-3700-2 |
| 5    | 2012年12月22日   | ISBN 978-4-7575-3825-2 |
| 6    | 2012年12月22日   | ISBN 978-4-7575-3826-9 |

小說
- 著：龍騎士07，插圖：ともひ

| 集數 | 講談社         | 講談社                 |
| 集數 | 發售日期       | ISBN                   |
| ---- | -------------- | ---------------------- |
| 上   | 2012年7月18日  | ISBN 978-4-06-283757-6 |
| 下   | 2012年12月18日 | ISBN 978-4-06-283811-5 |

## 外部連結
- （日語）海貓悲鳴時官方網站 （页面存档备份，存于）